# Nyköpings Hockey
Nyköpings Hockeyklubb var en ishockeyklubb i Nyköping, grundad 1990 som Nyköpings Hockey 90 eller NH90. Namnet ändrades 2003 till IK Nyköpings Hockey, och 2007 till det slutgiltiga som användes fram till klubbens konkurs 2014. Mellan 2008 och 2014 användes även det sponsrade namnet Nyköpings Sunlight om A-laget. Klubben gick i konkurs den 15 april 2014 efter att ha haft ekonomiska svårigheter under en längre tid.

## Historik
Historiskt sett var det Nyköpings SK och Nyköpings AIK som stod för ishockey i residensstaden, och från 1950-talet och framåt tampades båda ofta med varandra och andra sörmländska och östgötska lag i samma serie i näst högsta serien, division 2. Lika stora rivaler var man i till exempel fotboll, och mot mitten av 1960-talet gjordes det enda raka - i stället för att konkurrera och slå undan benen för varandra slog man sina påsar ihop som Nyköpings BIS.
"Bissarna" förblev ett habilt lag i ishockeyns näst högsta division, men när de två högsta serierna spetsades till 1975 (två allsvenska serier med 16 lag och åtta division 2-serier med runt 100 lag ersattes med en elitserie med 10 lag och fyra division 1-serier med 48 lag, senare 40 lag) räckte man inte till längre utan halkade ner från gamla division 2 till nya division 2, det vill säga tredjedivisionen. Där blev man något av ett ständigt topplag, med höga placeringar och många gånger kvalspel till division 1.
1988 startade några fd spelare i Nyköpings BIS ett nytt lag, Nyköpings Hockeylag eller NHL som startade i lägsta serien i Sörmland, division 3. Därifrån tog sig det nya laget omedelbart upp i tvåan och nu väntade nyköpingsderbyn i seriespel för första gången inomhus. Ishall hade man fått i Nyköping långt efter att AIK och SK gått ihop som BIS.
Det blev dock inget av med det. Klubbarna kom snabbt fram till att det var bättre att än en gång slå samman stadens båda klubbar och satsa rejält på en enda klubb. Och det bar frukt direkt. NH90 bildades 1990, övertog "bissarnas" division 2-plats och tog sig igenom division 2 östra B, playoff och kvalserien till division 1 östra - och 1991/1992 hade Nyköping ett lag i landets näst högsta division igen efter 17 år.
Under resten av 1990-talet spelade man i dåvarande division 1 och höll sig kvar, men när allsvenskan norra/södra ersatte division 1 1999 blev Nyköping ett topplag med spel i Superallsvenskan och kval ända fram till kvalserien 1999/2000. Ända till kvalserien gick NH också 2004/2005.
Under dessa år nåddes dock de sportsliga framgångarna ofta genom ett uppenbart optimistiskt och en aning vidlyftigt handskande med klubbens finanser. Klubbens ekonomi var vid flera tillfällen hårt ansträngd och föranledde insamlingar hos stadens näringsliv och invånare för att rädda den akuta krisen. Redan inför den första allsvenska säsongen 1999/2000 var det in i det sista strid på kniven om man ens skulle komma till spel, och särdeles mycket säkrare koll på finanserna verkar klubben aldrig riktigt på allvar ha fått under de följande säsongerna. En säsong när allt var på rätt väg drabbades man dessutom hårt ekonomiskt av förskingring inom klubben.
Inför säsongen 2007/2008 räddades den allsvenska licensen av den nya regeländringen att det blev tillåtet att uppvisa negativt eget kapital en säsong, men inte två i rad. Under denna säsong tillträdde en ny, mycket seriös styrelse, som startade ett målmedvetet saneringsarbete, som sånär hade lyckats ända fram. Icke förty föll man på just regeln att inte två år i rad per den 30 april uppvisa eget negativt kapital. Man hann aldrig arbeta bort det egna negativa kapitalet i tid till detta datum.
Den 11 juni 2008 beslutade därmed Svenska Ishockeyförbundets allsvenska nämnd att frånta klubben dess elitlicens. Klubben vädjade om dispens och överklagade beslutet med hänvisning till hur väl man hade lyckats med saneringsarbetet i övrigt, men förbundet beslutade den 26 juni att licenskraven de facto inte var uppfyllda och att någon form av särskilda skäl att åsidosätta reglerna inte ansågs uppfyllda, varvid klubben skulle nedflyttas till division 1.

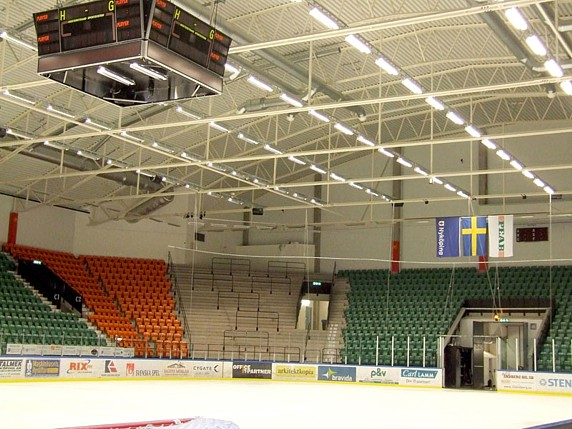
PEAB arena

Klubben försökte då även få ärendet prövat hos Riksidrottsnämnden, trots att det var väl känt att RIN bara tar upp fall där ett idrottsförbund begått uppenbara formella handläggningsfel i ett beslut. Därifrån meddelades den 17 juli 2008 som väntat att det inte fanns några sådana konstigheter från ishockeyförbundets sida att anmärka på, och att de därför inte hade grund för att ta upp ärendet till prövning.
Den 15 april 2014 gick klubben i konkurs efter att ha haft ekonomiska svårigheter under en längre tid.
Efter konkursen så började Gripen HC satsa på de högre divisionerna. Gripen HC kvalificerades för spel i Hockeyettan 2017/2018 och gick samman med Nyköpings Hockeys ungdomsverksamhet med namnet Nyköpings Hockey Ungdom. A-laget spelade dock under namnet Nyköping Gripen Hockey. Klubben bytte senare namn till Nyköpings SK.

## Säsongsöversikt
| Säsong             | Division           | Placering          | Vårserie                  | Playoff/Kval                                          |
| IK Nyköpings NH 90 | IK Nyköpings NH 90 | IK Nyköpings NH 90 | IK Nyköpings NH 90        | IK Nyköpings NH 90                                    |
| ------------------ | ------------------ | ------------------ | ------------------------- | ----------------------------------------------------- |
| 1991/1992          | Division I Östra   | 6                  | 4:a i fortsättningsserien |                                                       |
| 1992/1993          | Division I Södra   | 7                  | 3:a i fortsättningsserien |                                                       |
| 1993/1994          | Division I Östra   | 6                  | 5:a i fortsättningsserien |                                                       |
| 1994/1995          | Division I Östra   | 5                  | 2:a i fortsättningsserien | Utslagna av Tingsryd i playoff                        |
| 1995/1996          | Division I Östra   | 10                 | 6:a i fortsättningsserien |                                                       |
| 1996/1997          | Division I Östra   | 3                  | 2:a i fortsättningsserien | Playoff: Besegrar Timrå, utslagna av Linköping        |
| 1997/1998          | Division I Östra   | 4                  | 4:a i fortsättningsserien |                                                       |
| 1998/1999          | Division I Östra   | 6                  | 4:a i fortsättningsserien | 2:a i kval till nya Allsvenskan, uppflyttade          |
| 1999/2000          | Allsvenskan Norra  | 4                  | 5:a i Superallsvenskan    | Playoff: Besegrar Tingsryd och Mora 6:a i kvalserien  |
| 2000/2001          | Allsvenskan Norra  | 1                  | 6:a i Superallsvenskan    | Utslagna av Boden i playoff                           |
| 2001/2002          | Allsvenskan Norra  | 2                  | 8:a i Superallsvenskan    |                                                       |
| 2002/2003          | Allsvenskan Norra  | 6                  | 4:a i vårserien           |                                                       |
| IK Nyköping Hockey |                    |                    |                           |                                                       |
| 2003/2004          | Allsvenskan Norra  | 6                  | 1:a i vårserien           | Utslagna av AIK i playoff                             |
| 2004/2005          | Allsvenskan Norra  | 4                  | 3:a i Superallsvenskan    | Playoff: Besegrar Växjö och Västerås 5:a i kvalserien |
| 2005/2006          | Hockeyallsvenskan  | 11                 |                           |                                                       |
| Nyköpings HK       |                    |                    |                           |                                                       |
| 2006/2007          | Hockeyallsvenskan  | 7                  |                           | Playoff: Besegrar Västerås, utslagna av Björklöven    |
| 2007/2008          | Hockeyallsvenskan  | 13                 |                           | nerflyttade                                           |
| 2008/2009          | Division 1D        | 1                  | 3 i Allettan Mellan       | Utslagna av Tingsryd i playoff                        |
| 2009/2010          | Division 1D        | 2                  | 4 i Allettan Mellan       | Playoff: Besegrar Visby, utslagna av Olofström        |
| 2010/2011          | Division 1D        | 2                  | 8 i Allettan Mellan       |                                                       |
| 2011/2012          | Division 1D        | 2                  | 1 i Allettan Mellan       | Utslagna av Kallinge-Ronneby i playoff                |
| 2012/2013          | Division 1D        | 2                  | 5 i Allettan Mellan       |                                                       |
| 2013/2014          | Division 1D        | 3                  | 1 i Allettan Mellan       | Playoff: Besegrar Borlänge, utslagna av Tingsryd      |

Anmärkningar
1. ↑  Klubben miste sin elitlicens.[6]

## Kända spelare
- Jens Jakobs
- Trent Hunter
- Ronny Björlin
- Artis Abols
- Peter Loob
- Niklas Bröms
- Martin Lindman
- Tomas Skogs
- Patric Blomdahl
- Johan Asplund
- Herman Hultgren
- Robin Persson
- Dennis Persson